# العلاقات البوتسوانية الماليزية
العلاقات البوتسوانية الماليزية هي العلاقات الثنائية التي تجمع بين بوتسوانا وماليزيا.

## مقارنة بين البلدين
هذه مقارنة عامة ومرجعية للدولتين:
| وجه المقارنة                                              | بوتسوانا                       | ماليزيا       |
| --------------------------------------------------------- | ------------------------------ | ------------- |
| المساحة (كم2)                                             | 581.74 ألف                     | 330.29 ألف    |
| عدد السكان (نسمة)                                         | 2.29 مليون                     | 31.62 مليون   |
| الكثافة السكانية (ن./كم²)                                 | 3.94                           | 95.73         |
| العاصمة                                                   | غابورون                        | كوالالمبور    |
| اللغة الرسمية                                             | لغة إنجليزية                   | لغة ماليزية   |
| العملة                                                    | بولا بوتسواني                  | رينغيت ماليزي |
| الناتج المحلي الإجمالي (بليون دولار)                      | 17.41 مليار                    | 314.50 مليار  |
| الناتج المحلي الإجمالي (تعادل القوة الشرائية) بليون دولار | 35.84 مليار                    | 817.43 مليار  |
| الناتج المحلي الإجمالي الاسمي للفرد دولار أمريكي          | 6.36 ألف                       | 9.77 ألف      |
| الناتج المحلي الإجمالي للفرد دولار أمريكي                 | 16.10 ألف                      | 25.64 ألف     |
| مؤشر التنمية البشرية                                      | 0.698                          | 0.779         |
| رمز المكالمات الدولي                                      | +267                           | +60           |
| رمز الإنترنت                                              | .bw                            | .my           |
| المنطقة الزمنية                                           | ت ع م+02:00، توقيت وسط إفريقيا | ت ع م+08:00   |

## منظمات دولية مشتركة
يشترك البلدان في عضوية مجموعة من المنظمات الدولية، منها:
| علم المنظمة | اسم المنظمة                               | تاريخ انضمام بوتسوانا | تاريخ انضمام ماليزيا |
| ----------- | ----------------------------------------- | --------------------- | -------------------- |
|             | مؤسسة التنمية الدولية                     | 24 يوليو 1968         | 24 سبتمبر 1960       |
|             | يونسكو                                    | 16 يناير 1980         | 16 يونيو 1958        |
|             | وكالة ضمان الاستثمار متعدد الأطراف        | 15 مايو 1990          | 6 ديسمبر 1991        |
|             | الأمم المتحدة                             | 17 أكتوبر 1966        | 17 سبتمبر 1957       |
|             | دول الكومنولث                             | ?                     | ?                    |
|             | الاتحاد البريدي العالمي                   | ?                     | ?                    |
|             | البنك الدولي للإنشاء والتعمير             | 24 يوليو 1968         | 7 مارس 1958          |
|             | الاتحاد الدولي للاتصالات                  | 2 أبريل 1968          | 3 فبراير 1958        |
|             | منظمة حظر الأسلحة الكيميائية              | ?                     | ?                    |
|             | مؤسسة التمويل الدولية                     | 23 مارس 1979          | 20 مارس 1958         |
|             | المركز الدولي لتسوية المنازعات الاستشارية | 14 فبراير 1970        | 14 أكتوبر 1966       |
|             | منظمة التجارة العالمية                    | ?                     | ?                    |
|             | منظمة الشرطة الجنائية الدولية             | ?                     | ?                    |

## وصلات خارجية
- موقع وزارة الخارجية البوتسوانية
- موقع وزارة الخارجية الماليزية